# 新産線
新産線（しんさんせん、新生児線（しんせいじせん）とも）は、乳歯と第一大臼歯で見られる成長線。レチウス条として知られるエナメル質の成長線の一つである。他のレチウス条よりも暗く、幅が広くなっている。これは出生に伴う環境の生理的な変化によって現れるもので、出生前と出生後のエナメル質形成を区別することができる。
エナメル質の他、象牙質でも出生時にみられる成長線で、すべての種類の乳歯で見られるほか、永久歯でも出生前後に石灰化が始まる第一大臼歯で見られ、法歯学の分野において、例えば子供が死亡したのは出生前か後か、また出生後どの程度生存していたか等を識別することに使用することができる。ただし、田辺は日本人の新産線の位置に変動があり、また、上下顎の第一乳臼歯でも4.5%、下顎第二乳臼歯では26.3%に新産線を認めなかったと報告している。